# Miquel Vilà i Domènech
Miquel Vilà i Domènech (Sant Martí de Teià, Maresme, 8 de febrer de 1814 - Barcelona, Barcelonès, 25 de gener de 1876) fou un compositor i organista català.
Va estudiar amb A. Horta i Lleopart. Baltasar Saldoni i Remendo el 1835 cita que Vilà va ser nomenat organista interí de l'església dels Sants Just i Pastor, fins que el 1845 li van atorgar la plaça. El 1846 rebé l'ordenació sacerdotal i passà a ser organista de la catedral de Barcelona.
Miquel Vilà i Domènech va compondre obres per a cor i orgue i per a orquestra.
Al fons musicals TerC (Fons de la Catedral-Basílica del Sant Esperit de Terrassa) s'hi conserva un Càntic per a una veu i acompanyament.